# Drosera arcturi
Drosera arcturi es una especie de planta carnívora nativa de Australia y Nueva Zelanda. Es una de los dos nuevas especies alpinas de Nueva Zelanda, el otro es Drosera stenopetala. 
Es el único miembro del subgénero Drosera, sección  Arcturi

## Descripción

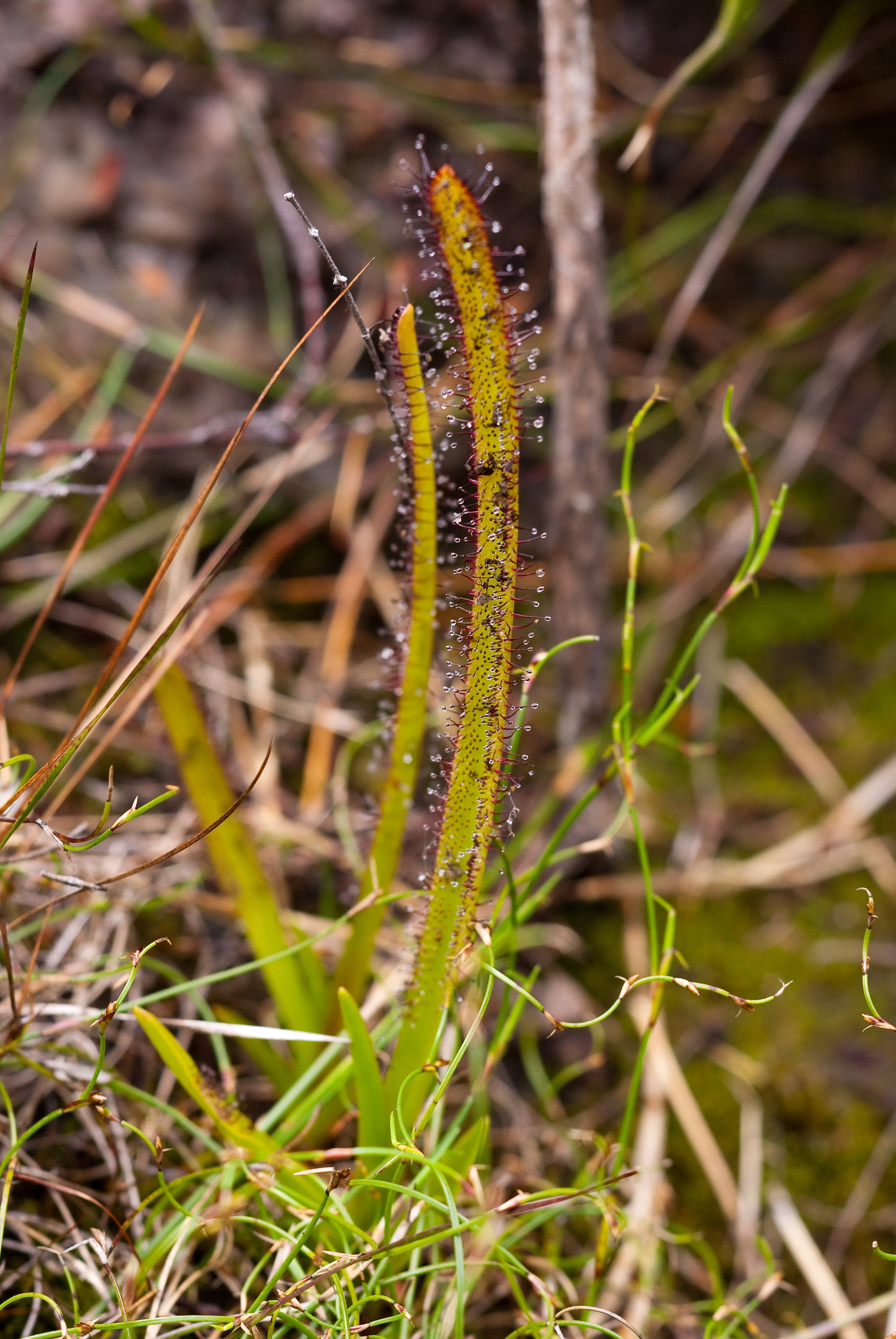
Drosera arcturicerca de Lake Pedder, Tasmania, Australia.

Las hojas son lineales, de 1-20 cm de largo. La forma alpina tiene hojas por lo general de menos de 5 cm, pero en el oeste de Tasmania es una forma común de las tierras bajas con hojas grandes. Estas son enteras y su color varía del verde limón, marrón oscuro, a un rojo brillante, si se someten a la luz solar. Como todas las otras especies de Drosera, D. arcturi captura los insectos usando los pelos glandulares pegajosos de sus hojas. En D. arcturi, estos pelos glandulares son de color rojo. Las hojas jóvenes se inician en el centro de la planta y se doblan a lo largo de su centro. Una vez que la hoja joven alcanza la madurez plena se despliega como un libro.

## Distribución y hábitat
D. arcturi crece en los pantanos alpinos húmedos, en pequeñas lagunas y filtraciones, y es también común en  pantanos de sphagnum. Se encuentra en zonas de alta montaña, desde el Cabo Oriental de la Isla Norte, Nueva Zelanda, al sur de la isla Stewart, Nueva Zelanda. Se encuentra por encima de 1500 metros de altitud en la Isla Norte, descendiendo hasta el nivel del mar en la Isla Sur. También se encuentra en las montañas del sureste de Australia y en Tasmania, donde ocasionalmente se encuentra cada vez más hasta el nivel del mar. En Nueva Zelanda, D. arcturi se encuentra a menudo creciendo en macizos junto a Utricularia dichotoma.

## Taxonomía
Drosera arcturi fue descrita por William Jackson Hooker y publicado en Journal of Botany, British and Foreign 1: 247. 1834.
Etimología
Drosera: tanto su nombre científico –derivado del griego δρόσος [drosos]: "rocío, gotas de rocío"– como el nombre vulgar –rocío del sol, que deriva del latín ros solis: "rocío del sol"– hacen referencia a las brillantes gotas de mucílago que aparecen en el extremo de cada hoja, y que recuerdan al rocío de la mañana.
arcturi: epíteto latino específico, que se traduce como "de Arthur", es una referencia al Monte Arthur, Tasmania, la localidad tipo de la especie.
Sinonimia
- Drosera atra Colenso ex Cheeseman
- Drosera ligulata Colenso ex Cheeseman
- Drosera polyneura Colenso
- Drosera ruahinensis Colenso[5]